# Geniostemon schaffneri
Geniostemon schaffneri är en gentianaväxtart som beskrevs av Georg George Engelmann och Gray. Geniostemon schaffneri ingår i släktet Geniostemon och familjen gentianaväxter. Inga underarter finns listade i Catalogue of Life.